# Radiante (astronomia)

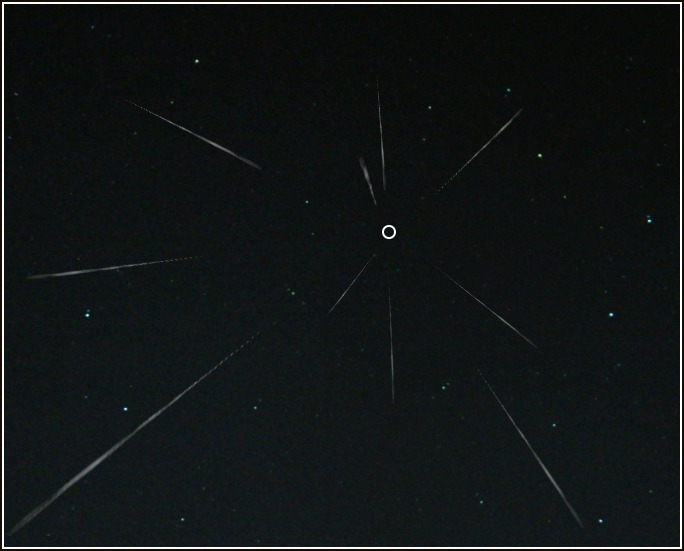
Diagramma di uno sciame meteorico e del suo radiante, evidenziato dal cerchietto.

Il radiante, in meteoritica, è il punto da cui sembrano provenire le meteore di uno sciame.

## Descrizione
I radianti non sono fissi, si muovono sulla volta celeste di giorno in giorno, in genere di circa un grado con un'ascensione retta crescente ogni giorno, oltre a una variazione della declinazione, verso declinazioni più settentrionali o meridionali a seconda del caso.
Il radiante è da molti erroneamente considerato un punto geometrico, senza dimensioni, in realtà un radiante meteorico è un'area, in genere circolare o ellittica, di dimensioni apprezzabili, in genere dell'ordine del grado, ma che per vari sciami con radiante ellittico, può arrivare ad avere dimensioni dell'ordine dei 10° e oltre di semiasse maggiore e oltre 5° di semiasse minore.
Per nuovi corpi, comete o asteroidi, possibili originatori di sciami meteorici, possono venire calcolati, con appositi programmi, il o i radianti teorici. L'esperienza di due secoli insegna tuttavia che gli sciami reali non hanno mai esattamente la posizione prevista a causa di innumerevoli fattori, alcuni dei quali non conosciuti, che non permettono una previsione precisa in tale campo.
Spesso gli sciami meteorici hanno più radianti, attivi durante periodi diversi o anche contemporanei o parzialmente contemporanei: molti radianti hanno un radiante Nord e un radiante Sud, in genere con picchi sfasati nel tempo anche di parecchi giorni e Tasso orario zenitale (ZHR) differenti.

## Cause

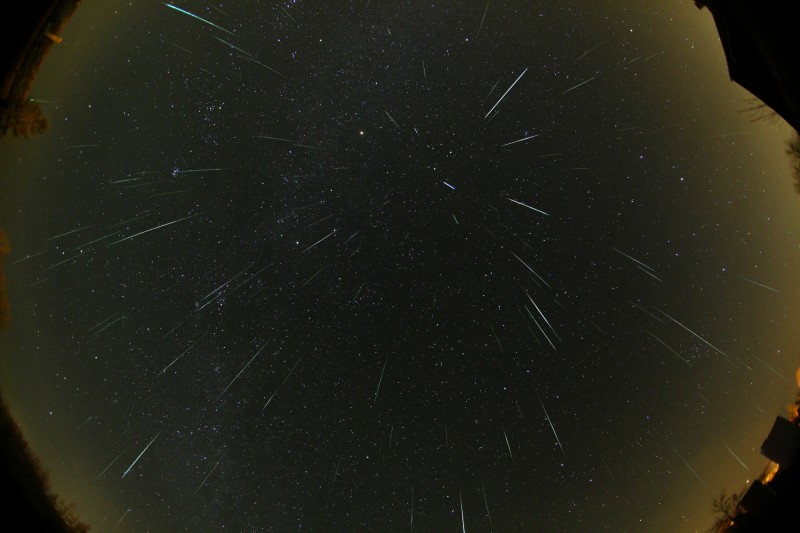
Meteore Geminidi, che indicano chiaramente la posizione del loro radiante.

Le piogge di meteoriti sono per lo più causate dalle poveri e dai detriti associati alla coda di una cometa. La polvere continua a muoversi lungo la scia della cometa, per cui quando la Terra passa attraverso questa scia di detriti, ne risulta la pioggia meteorica. Dal momento che tutti i detriti si muovono più o meno nella stessa direzione, le meteore che impattano con l'atmosfera terrestre sembrano provenire da uno stesso punto della traiettoria della cometa.
Un'eccezione è rappresentata dalle Geminidi, originate da 3200 Phaethon, che viene ritenuto appartenere alla famiglia di asteroidi Pallade.